# Viola singularis
Viola singularis är en violväxtart som beskrevs av J.M.Watson och A.R.Flores. Viola singularis ingår i släktet violer, och familjen violväxter. Inga underarter finns listade i Catalogue of Life.